# Герасим (Садковский)
Архимандрит Герасим (в миру Георгий Сергеевич Садковский; 1890, Москва — 1920, Москва) — архимандрит Русской православной церкви, наместник Данилова монастыря.
Брат епископов Игнатия и Георгия Садковских.

## Биография
Родился в 1890 году в Москве. Был вторым сыном в семье протоиерея Сергия Садковского.
В 1904 году окончил Заиконоспасское духовное училище по первому разряду и первым по успеваемости. В 1910 году окончил Московскую духовную семинарию по первому разряду.
2 июня 1912 года в Зосимовой пустыни епископом Феодором (Поздеевским) пострижен в монашество и именам Герасим в честь преподобного Герасима Иорданского. В «Московского церковном вестнике» по поводу этого пострига появились такие слова: 

Новопостриженный — второй сын московского протоиерея С. М. Садковского, добрая отрасль христианской семьи. Пишущий эти строки помнит Егорушку Садковского (мирское имя отца Герасима) живым и веселым мальчиком, весьма религиозным. Таким он остался и доныне, развив, с Божиею помощью и под руководством старцев, добрые задатки своего характера. Да, новый инок весьма старался быть близким к старцам, и это имело на него огромное духовное влияние. Особенно сильно воспитывающее влияние имели на нового инока затворник отец Алексий [Соловьёв], схимо-архимандрит отец Гавриил [Зырянов], игумен Чудового монастыря отец Герасим [Анциферов], скончавшийся в июле прошлого года, и, кроме них, преосвященный ректор академии [епископ Феодор (Поздеевский)].
 Вот почему, когда новый постриженик принес к «святому жертвеннику» своё верующее убежденно и искренно сердце, свою душу, он во время пострижения окружен был общей радостью академической братии, радостью, которая нашла себе яркое и полное выражение в приветственном слове преосвященного Феодора новопостриженному..
Вскоре возведён в сан иеродиакона и иеромонаха. Верный ученик епископа Феодора (Поздеевского), иеромонах Герасим старался не только внешне подражать своему учителю, но внутренне, присовокупляя опыт, полученный от старцев.
В 1914 году иеромонах Герасим закончил Московскую духовную академию со званием магистранта.
С 1 августа 1914 года служил преподавателем церковной истории в Саратовской духовной семинарии.
В начале 1919 года Даниловский монастырь был закрыт, но уже 20 февраля 1919 года была образована Даниловская община, заключившая договор с Моссоветом с правом пользования храмами монастыря. Договор подписали 96 человек. В общину вошли бывший клир монастыря и многие активные миряне вошли в общину.
Так как архиепископ Феодор по причине частого нахождения в тюрьмах и ссылках не мог управлять общиной, то с 1919 года наместником был назначен уже к этому времени архимандрит Герасим.
В 1920 году он умер от тифа. Похоронен у апсиды южного придела Троицкого храма обители.

## Семья
- отец — протоиерей Сергей Максимович Садковский
- Сергей (епископ Игнатий; 1887—1938)
- Ольга (род. 1894)
- Лев (епископ Георгий; 1896—1948)
- Наталья (род. 1899)
- Ксения (род. 1901)
- Пётр (род. 1903)
- Григорий (род. 1905)
- Михаил (род. 1907)